# TEU

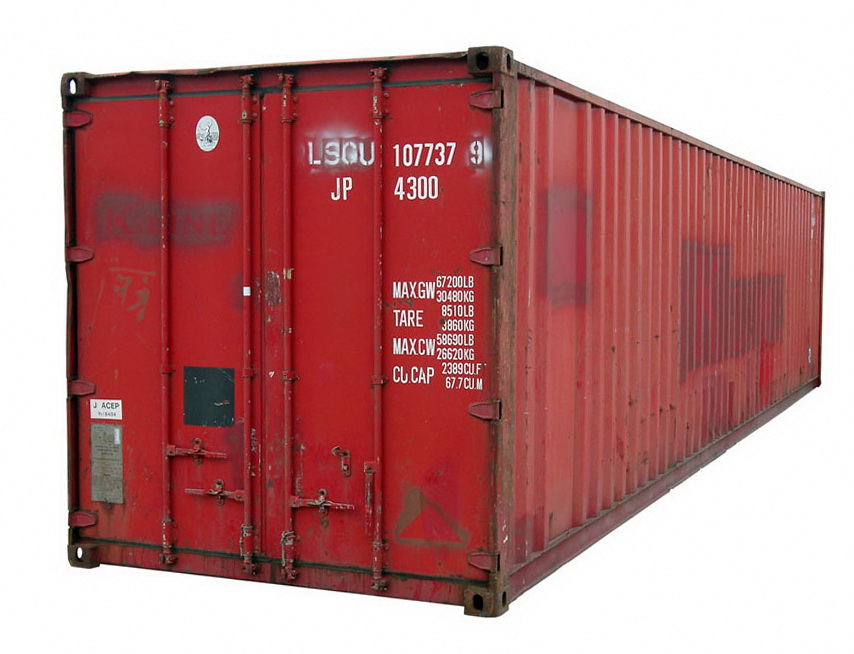
En 40-fots ISO-container, motsvarande två TEU.

TEU är en förkortning av twenty-foot equivalent unit, på svenska tjugofotsekvivalent.
TEU är ett mått på hur många containrar med längd 20 fot (6,10 meter), bredd 8 fot (2,44 meter), höjd 8,6 fot (2,59 meter) ett fartyg kan lasta eller vilken volym som passerar igenom en hamn. I dag är oftast en container 40 fot (FEU), vilket motsvarar två TEU.